# Méry-Corbon
Méry-Corbon é uma ex-comuna francesa na região administrativa da Normandia, no departamento de Calvados. Estendeu-se por uma área de 7,59 km². Em 2010 a comuna tinha 1 100 habitantes (densidade: 144,9 hab./km²).
Em 1 de janeiro de 2017 foi fundida com a comuna de Bissières para a criação da nova comuna de Méry-Bissières-en-Auge.